# Џибути на Светском првенству у атлетици на отвореном 2023.
Џибути је учествовао на 19. Светском првенству у атлетици на отвореном 2023. одржаном у Будимпешти од 19. до 27. августа осамнаести пут. Није учествовао 2001. године. Репрезентацију Џибутија представљала су 3 атлетичара који су се такмичили у 2 дисциплине. , 
На овом првенству такмичари Џибутија нису освојили ниједну медаљу, нити су остварили неки резултат.

## Учесници
Мушкарци: 
- Мохамед Исмаил — 5.000 метара
- Ибрахим Хасан — Маратон
- Хасан Вајс — Маратон

## Резултати

### Мушкарци
| Атлетичар      | Дисциплина | Лични рекорд | Квалификације | Квалификације | Полуфинале | Полуфинале | Финале             | Финале             | Детаљи |
| Атлетичар      | Дисциплина | Лични рекорд | Резултат      | Место         | Резултат   | Место      | Резултат           | Место              | Детаљи |
| -------------- | ---------- | ------------ | ------------- | ------------- | ---------- | ---------- | ------------------ | ------------------ | ------ |
| Мохамед Исмаил | 5.000 м    | 13:04,39 НР  | 13:33,51 КВ   | 6. у гр. 2    |            |            | 13:23,89           | 11 / 43 (44)       |        |
| Ибрахим Хасан  | Маратон    | 2:06:43      |               |               |            |            | Нису завршили трку | Нису завршили трку |        |
| Хасан Вајс     | Маратон    | 2:15:40      |               |               |            |            | Нису завршили трку | Нису завршили трку |        |